# لیه مک‌نامارا
لیه مک‌نامارا (به انگلیسی: Leah McNamara) بازیگر اهل جمهوری ایرلند است. او در فیلم قلب فلزی (۲۰۱۸)، مجموعه تلویزیونی شبکهٔ اسکای مکس پس فرار کن (۲۰۲۳) و پسر جهنمی: کروکد من (۲۰۲۴) ایفای نقش کرده است. او همچنین در مجموعهٔ تلویزیونی وایکینگ‌ها (۲۰۱۷-۲۰۱۹) از شبکهٔ هیستوری، سریال درام جنایی بی‌بی‌سی وان قتل‌های دوبلین (۲۰۱۹)، و مینی‌سریال بی‌بی‌سی تیری مردم عادی (۲۰۲۰) ظاهر شده است.
مک‌نامارا اهل کسل‌تروی، حومه شهر لیمریک است. عموی وی پال مک‌نامارا خوانندهٔ اپرا است.

## فیلم‌شناسی

### فیلم
| سال  | عنوان               | نقش              | یادداشت‌ها  |
| ---- | ------------------- | ---------------- | ---------- |
| ۲۰۱۵ | چری تری             | کرولاین اس‌تی جان |            |
| ۲۰۱۶ | لی‌لی                | وایولت           | فیلم کوتاه |
| ۲۰۱۷ | نیلز                | جما میلگروم      |            |
| ۲۰۱۸ | سلار دور            | فلو              |            |
| ۲۰۱۸ | قلب فلزی            | شانتال           |            |
| ۲۰۲۱ | دنی بوی             | لوسی وود         |            |
| ۲۰۲۴ | پسر جهنمی: کروکد من | افی کلب          |            |

### تلویزیون
| سال       | عنوان         | نقش            | یادداشت‌ها             |
| --------- | ------------- | -------------- | --------------------- |
| ۲۰۱۰      | جک تیلور      | پیشخدمت        | قسمت: «برزخ»          |
| ۲۰۱۷–۲۰۱۹ | وایکینگ‌ها     | اود            | شخصیت دوره‌ای؛ ۱۲ قسمت |
| ۲۰۱۹      | قتل‌های دوبلین | روزالیند دولین | نقش اصلی              |
| ۲۰۲۰      | مردم عادی     | ریچل           | شخصیت دوره‌ای          |
| ۲۰۲۳      | پس فرار کن    | تارا           | نقش اصلی              |
| ۲۰۲۴      | آقایان        | کلی ان ورد     | شخصیت دوره‌ای          |